# League of Ireland (herrar)
League of Ireland (iriska: Sraith na hÉireann) är Irlands högsta liga för fotboll och har existerat sedan 1921. Flest segrar har Shamrock Rovers med 17 segrar. Ligan är indelad i två divisioner, varav Premier Division är den högsta och First Division den näst högsta.

## League of Irland

### Premier Division
Säsongen 2020 spelar följande lag i den iriska ligan Premier Division.
| #   | Antal lag                | Placering | Säsongen 2019    | Kommentar                                             |
| --- | ------------------------ | --------- | ---------------- | ----------------------------------------------------- |
| 1.  | Dundalk FC               | 1.        | Premier Division | Kvalificerad för kval till Champions League 2020/2021 |
| 2.  | Shamrock Rovers FC       | 2.        | Premier Division | Kvalificerad för kval till Europa League 2020/2021    |
| 3.  | Bohemian FC              | 3.        | Premier Division | Kvalificerad för kval till Europa League 2020/2021    |
| 4.  | Derry City FC            | 4.        | Premier Division | Kvalificerad för kval till Europa League 2020/2021    |
| 5.  | St Patrick's Athletic FC | 5.        | Premier Division |                                                       |
| 6.  | Waterford FC             | 6.        | Premier Division |                                                       |
| 7.  | Sligo Rovers FC          | 7.        | Premier Division |                                                       |
| 8.  | Cork City FC             | 8.        | Premier Division |                                                       |
| 9.  | Finn Harps FC            | 9.        | Premier Division |                                                       |
| 10. | Shelbourne FC            | 1.        | First Division   | Uppflyttad till Premier Division 2019                 |

### First Division
Säsongen 2020 spelar följande lag i den iriska ligan First Division.
| #   | Antal lag                     | Placering | Säsongen 2019    | Kommentar                           |
| --- | ----------------------------- | --------- | ---------------- | ----------------------------------- |
| 1.  | University College Dublin AFC | 10.       | Premier Division | Nedflyttad till First Division 2019 |
| 2.  | Drogheda United FC            | 2.        | First Division   |                                     |
| 3.  | Longford Town FC              | 3.        | First Division   |                                     |
| 4.  | Cabinteely FC                 | 4.        | First Division   |                                     |
| 5.  | Bray Wanderers AFC            | 5.        | First Division   |                                     |
| 6.  | Cobh Ramblers FC              | 6.        | First Division   |                                     |
| 7.  | Galway United FC              | 7.        | First Division   |                                     |
| 8.  | Athlone Town AFC              | 8.        | First Division   |                                     |
| 9.  | Wexford FC                    | 9.        | First Division   |                                     |
| 10. | Limerick FC                   | 10.       | First Division   |                                     |